# 協方差交叉
協方差交叉（Covariance intersection）是在卡尔曼滤波中，二個狀態變數之間不確定其協方差時，合併其估測值的算法。

## 規格
資訊項a及b已知，要融合成資訊項c。已知a和b的平均数/協方差 {\displaystyle {\hat {a}}}, {\displaystyle A}及{\displaystyle {\hat {b}}}, {\displaystyle B}，但是交叉相關未知。協方差交叉可以更新c的平均数/協方差為
{\displaystyle C^{-1}=\omega A^{-1}+(1-\omega )B^{-1}\,,}
{\displaystyle {\hat {c}}=C(\omega A^{-1}{\hat {a}}+(1-\omega )B^{-1}{\hat {b}})\,.}
其中ω是計算讓特定範數（例如logdet或跡）最小化。若是較高維度問題需要求解最佳化問題，不過在較低維度下有解析解。協方差交叉可以用來取代傳統的卡尔曼更新方程，確定所得的估測值是保守的，不論二個估測值之間的相关如何，而協方差會依選定的範而出現嚴格的未遞增。

## 優點
根據最近的研究論文及，協方差交叉有以下的優點：
1. 避免識別以及計算交叉協方差
2. 可以獲得一致的融合估測值，也可以得到無發散的濾波器
3. 融合估測值的準確性比其他方式要好
4. 對實際的估測誤差變異有常見的上界，且對未知的相关性具有強健性。

## 發展

### 前協方差交叉
一般認為在許多感測器整合問題中，都存在著未知相關性的情形。忽略未知相關性的後果可能會讓性能惡化甚至發散。因此這類問題在幾十年來吸引了研究者的關注。不過因為未知相關性融合問題複雜、未知的特性，要找到一個令人滿意的架構並不容易。若直接省略相關性，即為樸素融合（Naive fusion），會讓濾波器發散。了為補償這類的發散，正規的次最佳化作法是人為的增加系統雜訊，不過這種启发法需要大量的專業知識，而且會破壞卡尔曼滤波的完整性。